# Hyperaspis gemina
Hyperaspis gemina är en skalbaggsart som beskrevs av Leconte 1880. Hyperaspis gemina ingår i släktet Hyperaspis och familjen nyckelpigor. Inga underarter finns listade i Catalogue of Life.